# Michele Novaro
Michele Novaro  (23 de diciembre de 1818 - 20 de octubre de 1885) fue un compositor y liberal italiano.
Novaro nació el 23 de diciembre de 1818 en Génova, donde estudió composición y canto, siendo conocido principalmente como el compositor de la música del himno nacional italiano llamado  Il Canto degli Italiani  con letra de Goffredo Mameli, más conocido en Italia como  el  Inno di Mameli (Himno de Mameli).
Novaro era un liberal convencido y ofreció su talento compositivo a la causa unificadora sin obtener ningún beneficio personal. Murió pobre el 20 de octubre de 1885, tras una vida plagada de dificultades financieras y de salud. A pesar de morir en la pobreza, fue enterrado con honores en el Cementerio monumental de Staglieno, junto a la tumba de Giuseppe Mazzini.